# 鳞眼鲽
鳞眼鲽（学名：Lepidoblepharon ophthalmolepis）为棘鲆科鳞眼鲽属的鱼类，俗名接眼棘鲽、鳞鲽。分布于南达印度尼西亚班达海基岛、北达日本本州南侧以及台湾东港等，属于暖水性深海底层鱼。该物种的模式产地在班达海基岛。